# 2899 Runrun Shaw
2899 Runrun Shaw eller 1964 TR2 är en asteroid i huvudbältet som upptäcktes den 8 oktober 1964 av Purple Mountain-observatoriet i Nanjing, Kina. Den är uppkallad efter Sir Run Run Shaw.
Asteroiden har en diameter på ungefär 4 kilometer.